# Margiel

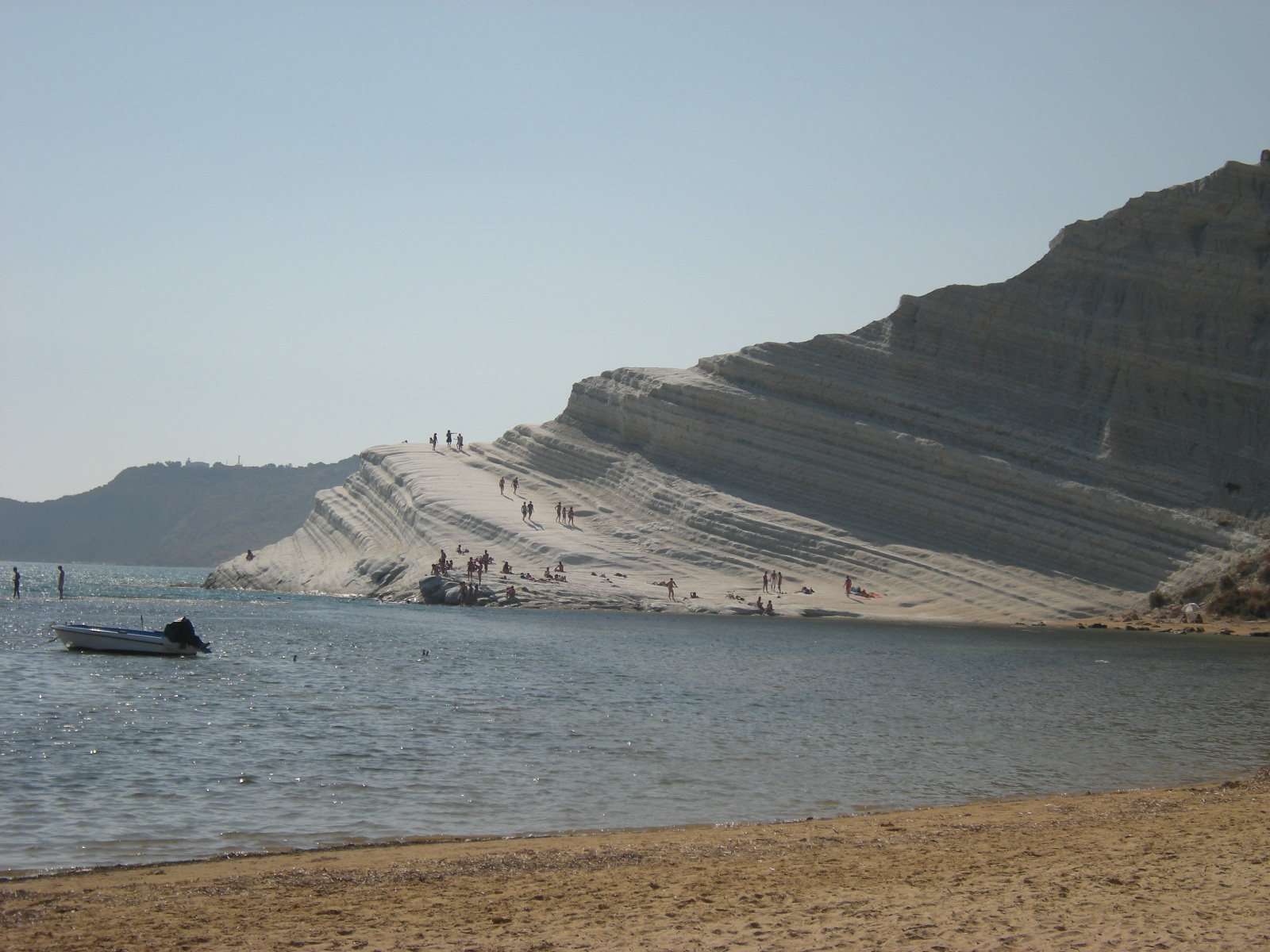
Scala dei Turchi, odsłonięcie marglu na Sycylii

Margiel – skała osadowa, zwykle szara. Składa się z węglanów (wapnia lub magnezu) i minerałów ilastych. Używany jest do wyrobu cementu, także jako nawóz mineralny (sztuczny). Ma słaby, nieprzyjemny zapach. Dobrze reaguje z kwasem solnym (HCl), pozostawiając błotnistą plamkę.
Klasyfikacja margli ze względu na proporcje zawartości węglanów i minerałów ilastych:
|                                         | Iłowiec marglisty | Margiel Ilasty | Margiel | Wapień marglisty |
| --------------------------------------- | ----------------- | -------------- | ------- | ---------------- |
| Procentowa zawartość węglanów           | 5 – 25            | 25 – 50        | 50 – 75 | 75 – 95          |
| Procentowa zawartość minerałów ilastych | 75 – 95           | 50 – 75        | 25 – 50 | 5 – 25           |

W technologii ceramiki często marglem określane są okruchy węglanów powyżej 0,5 mm występujące w surowcach ilastych.